# 마이클 비사로프

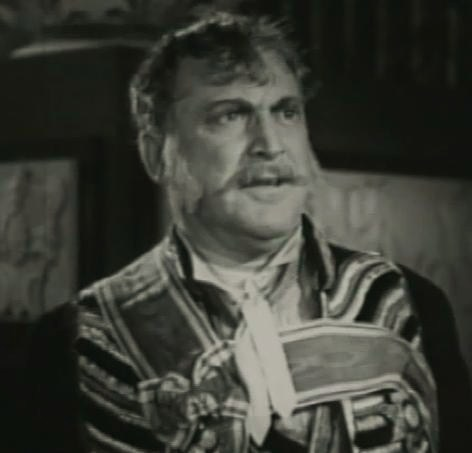

마이클 비사로프(Michael Visaroff, 1892년 12월 18일 ~ 1951년 2월 27일)는 러시아 제국의 배우이다.
모스크바에서 태어났으며 할리우드에서 사망하였다. 사인은 폐렴이다. 할리우드 포에버 공동묘지에 매장되었다.

## 영화
- 노스웨스트 아웃포스트 (1947년)
- 욜란다 앤 더 씨프 (1945년)
- 두 베리 워즈 어 레이디 (1943년)
- 누구를 위하여 종은 울리나 (1943년)
- 여성의 해 (1942년)
- 세컨드 코러스 (1940년)
- 파리 허니문 (1939년)
- 에브리씽 해펀즈 앳 나잇 (1939년)
- 더 게이 데스페라도 (1936년)
- 마크 오브 더 뱀파이어 (1935년)
- 로버타 (1935년)
- 비바 빌라! (1934년)
- 프릭스 (1932년)
- 드라큐라 (1931년)
- 모로코 (1930년)
- 디즈레일리 (1929년)
- 어 걸 인 에브리 포트 (1928년)
- 최후의 명령 (1928년)
- 미인국 2인 행각 (1927년)